# Querelle d’un squelette avec son double
Querelle d'un squelette avec son double ist der sechste Roman der chinesisch-kanadischen Autorin Ying Chen und erschien 2003. Die Autorin verfasste den Roman auf Französisch. Der Titel des Romans lässt sich als 'Streit eines Skelettes mit seinem Doppelgänger' übersetzen.

## Inhalt

### Handlung
Der Roman handelt davon, wie zwei sehr unterschiedliche Frauen auf mysteriöse Weise in einen inneren Dialog treten. In einer nicht näher identifizierten Stadt lebt die Ehefrau eines Akademikers, die offenbar fast körperlos und unsterblich ist. Sie verbringt die meiste Zeit des Tages in dem kleinen Haus des Paares und bereitet ein Abendessen mit Freunden vor. In einem anderen Teil der Stadt, der von einem Fluss von dem Viertel der Frau im Haus getrennt ist, sind durch ein Erdbeben zahlreiche Häuser zusammengestürzt. Unter den Trümmern eines dieser Häuser liegt die zweite Frau. In den Kapiteln kommen nun beide Frauen abwechselnd zur Sprache, wobei deutlich wird, dass die beiden miteinander kommunizieren, obwohl die Umstände dies eigentlich nicht zulassen.

### Figuren
Die beiden Hauptfiguren sind die Frau des Akademikers, und die verschüttete Frau, deren Namen nicht genannt wird. Es scheint, als ob die Frau des Akademikers schon mehrere Leben gelebt hat oder nicht sterben kann. Über die Identität der Verschütteten erfährt man kaum etwas. Der Ehemann, der nur A. genannt wird, tritt nur am Rande auf, auch von dem Kind der verschütteten Frau ist vereinzelt die Rede.

### Themen
Ein zentrales Thema des Romans ist die Überschreitung von Grenzen, beispielsweise der Grenze zwischen Leben und Tod, oder der physischen Grenze zwischen weit entfernten Orten.
Ein weiteres Thema des Romans ist die Frage der Doppelungen und der Doppelgänger. Eine Leseweise des Romans ist, dass die Verschüttete gar nicht wirklich existiert, sondern eine Halluzination der Frau ist, die Stimmen hört und an deren mentaler Gesundheit ihr Mann zu zweifeln scheint.
Außerdem geht es um die Situation der Frau und um den Zusammenhang von Identität und Ursprung.

## Erzählweise

### Aufbau und Form
Der Romantext besteht aus zahlreichen, nicht nummerierten Kapiteln, die meist nur wenige Seiten Länge haben, und in denen abwechselnd die beiden Frauen wie in einem inneren Monolog sprechen, dabei aber auch miteinander in einen Dialog treten. Dabei sind die Monologe der Frau im Haus immer normal gedruckt, die Monologe der verschütteten Frau hingegen kursiv.
Der Dialog der beiden Frauen ist von einem Konflikt geprägt: Die Frau im Haus möchte nicht, dass die verschüttete Frau zu ihr spricht, sie fühlt sich von dieser Stimme in ihrem Kopf gestört und an unangenehme Dinge erinnert. Die verschüttete Frau versucht, die Frau im Haus dazu zu bewegen, ihr zu helfen und sie aus den Trümmern des eingestürzten Hauses zu befreien.

### Stil
Éric Paquin unterstreicht, dass Ying Chens Stil in diesem Roman nicht mehr die „Einfachheit und Nüchternheit“ hat, für die sie durch ihren ersten Romanen bekannt war, sondern dass sie hier vor allem mit der „Reichhaltigkeit der Bedeutungen und der Zweideutigkeit“ spielt.
Robert Chartrand macht deutlich, dass es sich bei Querelle d'un squelette avec son double nicht um einen realistischen Roman handelt, sondern um einen Roman, in dem sich das Fantastische mit dem Alltäglichen verbindet.

## Hintergrundinformationen

### Entstehungskontext
Der Roman ist der sechste Roman von Ying Chen. Sie schrieb ihn in Kanada.

### Einordnung ins Gesamtwerk
Der Roman ist der dritte einer Tetralogie von Romanen, in denen eine namenlose Frau die Hauptperson und Erzählerin ist, und zu der Immobile (1998), Le champ dans la mer (2002), Querelle d'un squelette avec son double (2003) und Un enfant à ma porte (2008) gehören.
Die gesamte Tetralogie reiht sich in eine deutlich erkennbare Entwicklung in Ying Chens Gesamtwerk ein: In einer ersten Phase befassen sich die Texte vornehmlich mit Themen der interkulturellen Erfahrung. Beispielsweise geht es in dem Briefroman Les Lettres chinoises um die Spannung zwischen der traditionellen chinesischen und der modernen westlichen Kultur. In vergleichbarer Weise thematisiert auch ein Roman wie L'Ingratitude den Konflikt zwischen traditioneller chinesischer Kultur und moderneren Individualitätsbestrebungen, allerdings ohne dass es um eine interkulturelle Erfahrung ginge. In der zweiten Phase von Ying Chens Werk, zu der Querelle d'un squelette avec son double gehört, ist hingegen eine Ablösung von „chinesischen“ oder interkulturellen Themen festzustellen. Die Orte der Handlung sind nicht mehr eindeutig als asiatische oder westliche zu identifizieren, und die behandelten Themen haben eine größere Allgemeingültigkeit.

### Rezeption und Wirkung
Der Roman wurde unmittelbar nach Erscheinen sowohl in Frankreich als auch in Kanada ausführlich rezensiert. Eine deutsche Übersetzung liegt bislang nicht vor.

## Textausgabe
- Querelle d'un squelette avec son double. Paris: Seuil, 1990. (Originalausgabe)

### Artikel
- Lorre, Christine. “Ying Chen’s ‘Poetic Rebellion’. Relocating the Dialogue, In Search of Narrative Renewal.” In Asian Canadian Writing Beyond Autoethnography, edited by Eleanor Ty and Christl Verduyn. Waterloo, Ontario: Wilfrid Laurier Univ. Press, 2008, S. 267–295.

### Rezensionen
- Perrier, Philippe. „Critique : Querelle d’un squelette avec son double“. In: L'Express / Lire, 1. Sept. 2003 (online).
- Paquin, Éric. „Ying Chen - Madame et son fantôme“. In: Voir.ca, 29. Mai 2003 (online).
- Chartrand, Robert. „Roman québécois - Ying Chen, une femme dans une ville“. In: Le Devoir, 2003 (online).